# Telesforo Bonadonna
Telesforo Bonadonna (* 30. August 1901 in Novara, Piemont; † 5. März 1987 in Mailand, Lombardei) war ein italienischer Agrarwissenschaftler, Veterinärmediziner und Reproduktionsbiologe.

## Leben und Wirken
Er studierte Agrarwissenschaften und Veterinärmedizin und promovierte 1926 in Mailand. Von 1928 bis 1934 war er Direktor des Instituts für Tierwissenschaften an der Universität in Pavia, danach an der Universität Camerino. Zuletzt wirkte er als Professor an der Universität Mailand und leitete das Spallanzani-Institut für Künstliche Befruchtung und Reproduktion der Nutztiere. 
Bonadonna studierte 1935 in der Sowjetunion die Grundlagen der instrumentellen Besamung bei Nutztieren und führte dieses neue Verfahren in Italien ein. Danach waren die Gebiete der Pathophysiologie, der Reproduktionsbiologie und Künstlichen Besamung Hauptgegenstand seiner wissenschaftlichen Tätigkeit. Er gründete eine italienische Fachzeitschrift und leitete 54 Lehrgänge, auf denen über 3000 Tierärzte auf dem Gebiet der künstlichen Besamung ausgebildet wurden. Außerdem verfasste er eine sehr große Anzahl an wissenschaftlichen Veröffentlichungen sowie 50 Bücher. Er organisierte ab 1948 im vierjährigen Turnus den International Congress on Animal Reproduction (ICAR) und wurde zum Generalsekretär gewählt.  
Er war Mitglied von mehr als 30 wissenschaftlichen Gesellschaften und Akademien.

## Hauptwerk (Auswahl)
Veröffentlichungen in deutscher Sprache sind nicht nachweisbar!
- Kenntnisse über die Pathophysiologie der Fortpflanzung und künstlichen Besamung von Haustieren. 5 Auflagen
- Wissenschaftliche Grundlagen und mögliche Anwendungen der künstlichen Besamung bei Haustieren. 2 Auflagen
- Rinder: Kriterien und moderne Techniken in der Erzeugung von Rindfleisch. 2 Auflagen.
- Rationelle Ernährung der Milchkühe.

## Auszeichnungen
- Ehrenpromotionen durch die Tierärztliche Hochschule Hannover (1954) und die Universitäten Ankara (Türkei, 1958), Lissabon (Portugal, 1960), Venezuela (1960), Leuven (Belgien, 1965), Madrid (Spanien, 1966) sowie Cordoba (Spanien).
- 1957 Hermann-von-Nathusius-Medaille in Gold der Deutschen Gesellschaft für Züchtungskunde (DGfZ)[1]
- 1964 Großoffizier (Grande Ufficiale) des Verdienstordens der Italienischen Republik
- 1973 Medaglia d'oro ai benemeriti della scuola della cultura e dell'arte
- 1973 Großkreuz (Cavaliere di Gran Croce) des Verdienstordens der italienischen Republik[2]
- 1977 Korrespondierendes Mitglied der Königlichen Medizinischen Akademie von Belgien, 1979 Ehrenmitglied[3]